# В очікуванні дива (фільм, 2007)
В очікуванні дива (рос. В ожидании чуда) — російський комедійний фільм режисера Євгена Бедарєва презентований у 2007 році.

## Ділянка
У фільмі йдеться про молоду дівчину, якій не пощастило на роботі та в особистому житті. Попри це, вона продовжує вірити, що чудеса трапляються, і вона зустріне кохання. І ось мрія починає здійснюватися.

## Актори[5]
| Актор                    | Роль                                              |
| ------------------------ | ------------------------------------------------- |
| Катерина Копанова        | Майя                                              |
| Володимир Крилов         | фей Пафнутій                                      |
| Тетяна Васильєва         | Рената Генріхівна директорка рекламного агентства |
| Ніна Русланова           | Валентина Петрівна двірничка                      |
| Олеся Судзиловська       | Кет                                               |
| Михайло Хімічов          | Влад                                              |
| Лілія Кондрова           | Соня                                              |
| Антон Макарський         | Роман Миколайович Фей                             |
| Станіслав Бондаренко     | Марат                                             |
| Марія Аронова            | продавчиня щастя                                  |
| Іван Кокорін             | хлопець з інтернету                               |
| Володимир Долінський     | нотаріус                                          |
| Юлія Такшина             | пасажирка в літаку                                |
| Григорій Антипенко       | пасажир у літаку                                  |
| Артем Ткаченко           | перехожий                                         |
| Володимир Єпіфанцев      | тренер у фітнес-клубі                             |
| Сергій Звєрев            | камео                                             |
| Кирило Кобзарєв          | учасник соціального опитування                    |
| Лев Дуров                | суддя                                             |
| Сергій Русскін           | прокурор                                          |
| Ольга Прокоф'єва         | психолог                                          |
| Михайло Поліцеймако      | ненажера в кафе                                   |
| Ейзенах Вітас Вікторович | німецький директор                                |
| Лідія Доротенко          | бабуся Майї                                       |